# Conquête almohade du Maghreb central
 (avril 2025).
Motif : Titre TI ; 2 sources primaires qui ne peuvent être utilisées sans une analyse d'historie ; absence de sources centrées
- Archive Wikiwix
- Bing
- Cairn
- DuckDuckGo
- E. Universalis
- Gallica
- Google
- G. Books
- G. News
- G. Scholar
- Persée
- Qwant
- (zh) Baidu
- (ru) Yandex
- (wd) trouver des œuvres sur Wikidata

| 1. | Préciser le motif de la pose du bandeau. | Précisez le motif de la pose du bandeau en utilisant la syntaxe suivante : {{admissibilité à vérifier\|date=mai 2025\|motif=remplacez ce texte par le motif}}                                             |
| 2. | Informer les utilisateurs concernés.     | Pensez à avertir le créateur de l'article, par exemple, en insérant le code ci-dessous sur sa page de discussion : {{subst:avertissement admissibilité à vérifier\|Conquête almohade du Maghreb central}} |

La conquête almohade du Maghreb central est menée en deux étapes entre 1144 et 1152. Une première campagne est dirigée contre les possessions almoravides au Maghreb central, entre 1144 et 1152. C'est un succès éclatant : Oran et Tlemcen sont conquises, et l'émir almoravide Tachfine ben Ali est tué. 
Après la prise de Marrakech et de tout le Maroc, une seconde expédition est menée et se solde par les prises d'Alger, Bejaïa et la Kalâa, entraînant la chute définitive de la dynastie des Hammadides.

#### Francophone
- Ernest Mercier, Histoire de l'Afrique septentrionale (Berbérie) depuis les temps les plus reculés jusqu'à la conquête française (1830), Paris, Ernest Leroux, 1894, 477 p. (lire en ligne).
- Ahmed ben Khâled Ennâsiri Esslâoui. (trad. de l'arabe par Ismaël Hamet), Kitâb Elistiqsâ li-Akhbâri doual Elmâgrib Elaqsâ [« Le livre de la recherche approfondie des événements des dynasties de l'extrême Magrib »], vol. XXXII : Les Almohades, Paris, Librairie Honoré Champion, coll. « Archives marocaines », 1927, 283 p. (lire en ligne)
- Ibn Khaldoun (trad. William baron MacGuckin de Slane), Histoire des Berbères et des dynasties musulmanes de l'Afrique septentrionale, tr. par le baron de Slane, 1874 (lire en ligne).